# Kośagryha

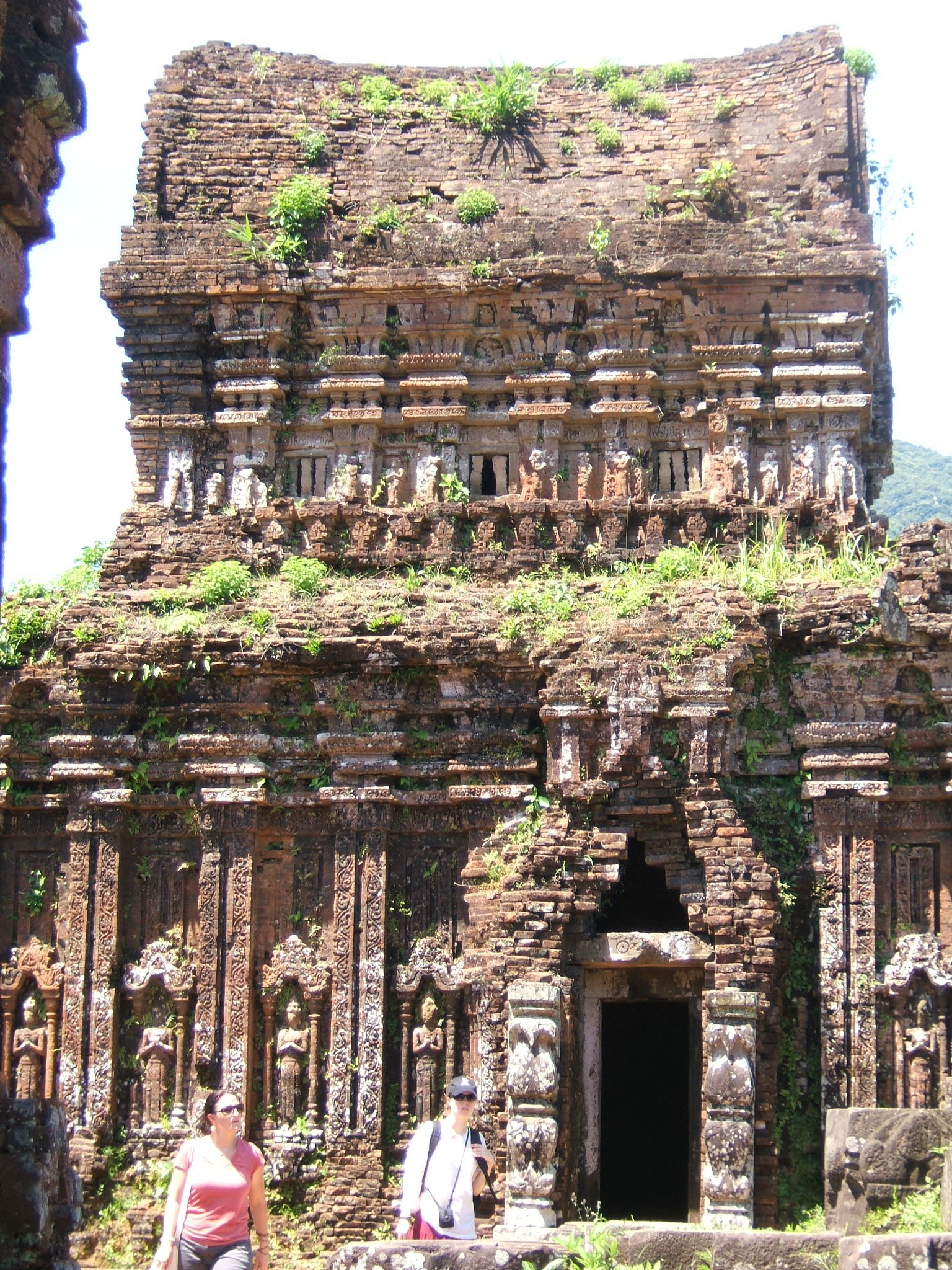
Kośagryha w świątyni B5 w Mỹ Sơn

Kośagryha − jeden z budynków hinduistycznej świątyni czamskiej, odpowiednik południowo-indyjskiej ćajtjagryhy, najczęściej z charakterystycznym dachem w kształcie siodła. Obecnie nazywany przez Czamów dom ognia. Pomieszczenia tego budynku przeznaczone były do przyrządzania rytualnych posiłków, do przechowywania przedmiotów poświęconych bóstwu, a być może też do podtrzymywania świętego ognia (agni) w trakcie obrzędów.